# Slag bij Breitenfeld (1642)
De Tweede Slag bij Breitenfeld vond plaats op 2 november 1642. De Zweden onder leiding van generaal Lennart Torstenson versloegen er het keizerlijk leger. De veldslag was een onderdeel van de Dertigjarige Oorlog (1618-1648).

## Wat vooraf ging
In 1640 slaagde generaal Ottavio Piccolomini erin om de Zweedse aanvoerder Johan Banér terug te dringen uit Bohemen en Saksen. Johan Banér stierf in mei 1641 en werd vervangen door Lennart Torstensson. Torstensson, met vers geld en nieuwe rekruten, overwinterde in het neutrale mark Brandenburg. In mei 1642 begon hij met zijn opmars door Habsburgs gebied, eerst door Silezië, daarna door Moravië. Ter hoogte van Leipzig werd hij de door de keizerlijke troepen gestuit.

## Slag
De strijd begon in de vroege ochtend van 2 november met een artillerieduel waarbij de Zweedse infanteriecommandant Johan Lilliehöök dodelijk gewond raakte. De keizerlijke troepen slaagden er in de linkervleugel te verslaan. Torstensson splitste zijn rechtervleugel en omsingelde de vijand. Ingesloten werd de tegenstander tot overgave gedwongen. Piccolomini en de aartshertog Leopold Willem van Oostenrijk konden ontsnappen.

## Resultaat
Torstensson veroverde nadien de stad Leipzig en had zo een sterke uitvalbasis in Saksen. Ottavio Piccolomini werd als legeraanvoerder vervangen door Matthias Gallas.